# Campanula spicata
Campanula spicata es una especie de planta herbácea perteneciente a la familia de las campanuláceas.

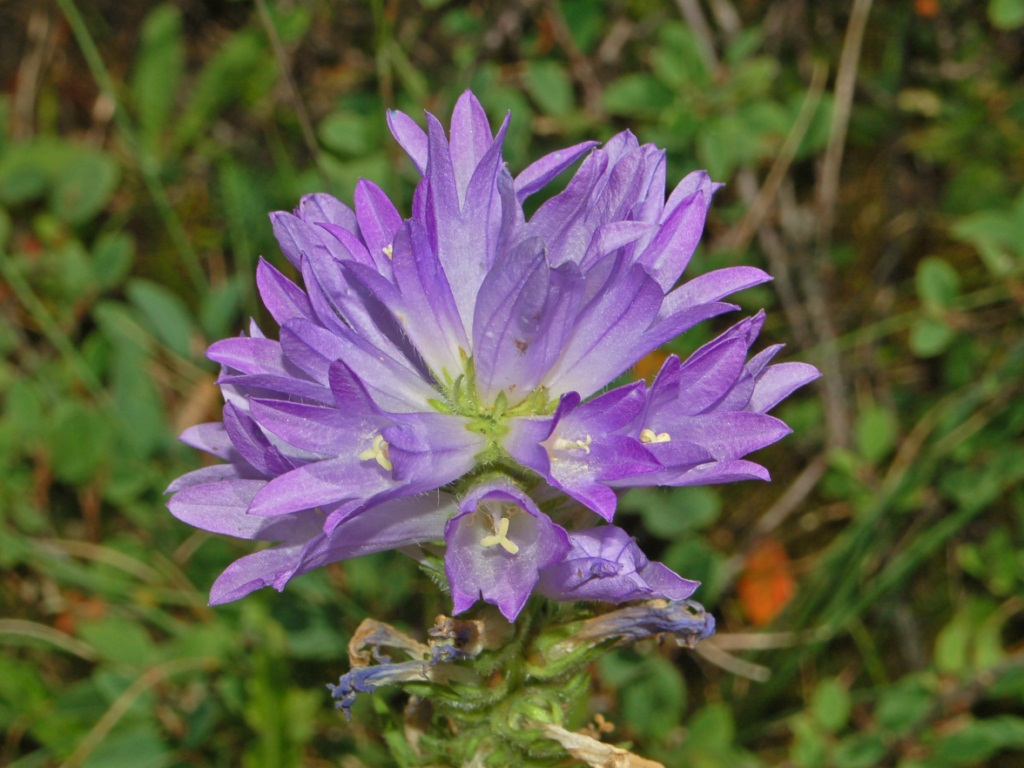
Detalle de la flor

## Descripción
Campanula spicata tiene sus yemas invernantes situada justo debajo de la superficie del suelo (hemicriptófita) y un tallo que crece directamente de la tierra. Esta planta alcanza una media de 15-80 centímetros  de altura. El tallo es erecto, estriado y peludo, las hojas basales son pecioladas, estrechamente lanceoladas, con márgenes dentados y ondulados, las hojas caulinarias son más pequeñas y acuminadas. Las numerosas flores están dispuestas en  picos más o menos densos.Son de color azul-violeta, de 15 a 25 milímetros de largo y con forma de campana o forma de embudo. Estas flores son sésiles y crecen en las axilas de las brácteas triangulares. Los lóbulos del cáliz son peludos, lanceolados, y con alrededor de un tercio del largo de la flor. La corola es de unos 16-21 milímetros  de largo. El período de floración se extiende de junio a agosto.

## Distribución
Esta planta es endémica en el sur y el centro de los Alpes, en los Apeninos y en la península de los Balcanes.

## Hábitat
Esta especie crece principalmente en los prados de montaña en terrenos secos y pedregosos, en laderas empinadas, acantilados rocosos y las estepas de los valles secos, a una altitud de 400-2,500 m  sobre el nivel del mar.

## Taxonomía
Campanula spicata fue descrita por Carolus Linnaeus y publicado en  Species Plantarum 1: 166. 1753.
Etimología
Campanula: nombre genérico diminutivo del término latíno campana, que significa "pequeña campana", aludiendo a la forma de las flores.
spicata: epíteto latino que se refiere a la inflorescencia en forma de pico.
Sinonimia
- Campanula spicata var. canescens St.-Lag.
- Campanula spicata var. hornschuchii A.DC.
- Campanula spicata var. ramosa A.DC.[3][4]